# Canton de Langogne
Le canton de Langogne est une circonscription électorale française située dans le département de la Lozère et la région Occitanie.

## Représentation
Sources : Annuaires du département de la Lozère. https://gallica.bnf.fr/ark:/12148/cb326955871/date

### Conseillers généraux de 1833 à 2015
| Période     | Période      | Identité                                | Étiquette                      | Qualité                                                                                             |
| ----------- | ------------ | --------------------------------------- | ------------------------------ | --------------------------------------------------------------------------------------------------- |
| 1833        | 1846         | Pierre Conturie                         |                                | Notaire Maire de Langogne (1841-1848)                                                               |
| 13 avr.1846 | 1848         | Pierre-Adrien Combe (1814-1866)         |                                | Notaire, maire de Langogne (1863-1866)                                                              |
| 1848        | 1870         | Jean-Baptiste de Colombet               |                                | Propriétaire - Maire de Langogne (1848-1863)                                                        |
| 1870        | 1898         | Anatole de Colombet (fils du précédent) | Union des droites              | Maire de Langogne (1866-1879), conseiller d'arrondissement Président du Conseil Général (1873-1874) |
| 1898        | 1904         | Arsène Forestier                        | Conservateur                   | Docteur-médecin à Langogne                                                                          |
| 1904        | 1910         | Paulin-Albert de Verdelhan des Molles   | Royaliste                      | Maire de Langogne (1889-1912), conseiller d'arrondissement                                          |
| 1910        | 1919         | Jules Conturie (1871-1929)              | Rad.                           | Docteur-médecin à Langogne                                                                          |
| 1919        | 1928         | René-Charles de Verdelhan des Molles    | Royaliste                      | Maire de Langogne (1919-1925)                                                                       |
| 1928        | 1934         | Adolphe Nouet                           | Rad.                           | Maire de Langogne (1925-1934)                                                                       |
| 1934        | 1940         | Pierre Conturie (1898-1976)             | URD                            | Médecin à Langogne                                                                                  |
|             |              |                                         |                                | |
| 1942        | 1945         | Théodore Serroul                        |                                | Ingénieur Adjoint au maire de Langogne Nommé conseiller départemental en 1942                       |
|             |              |                                         |                                | |
| 1945        | 1949         | Adolphe Nouet                           | Rad.                           | Négociant, ancien maire de Langogne                                                                 |
| 1949        | 1967         | Abbé Félix Viallet                      | RPF puis ARS puis UNR puis UDR | Ecclésiastique Député (1956-1962) 1er Adjoint (1945-1959) puis Maire de Langogne (1959-1977)        |
| 1967        | 1973 (décès) | Marcel Chazal-Martin                    | DVD                            | Entrepreneur à Langogne Président de la Chambre de commerce et d'industrie                          |
| 1973        | 1979         | Marceau Crespin                         | DVD                            | Directeur de société Président du Conseil Général (1973-1979) Maire de Chirac (1965-1988)           |
| 1979        | 1992         | Jean-Claude Chazal                      | DVG puis PS                    | Professeur Adjoint au maire de Langogne                                                             |
| 1992        | 2004         | Robert Surjous                          | RPR-UMP                        | Chef d'entreprise Maire de Langogne (1995-2005)                                                     |
| 2004        | 2011         | Gérard Souchon                          | PS                             | Retraité Adjoint au maire de Langogne                                                               |
| 2011        | 2015         | Bernard Palpacuer                       | DVG                            | Fonctionnaire retraité Adjoint au maire de Langogne                                                 |

### Conseillers d'arrondissement (de 1833 à 1940)
Le canton de Langogne avait deux conseillers d'arrondissement.
| Période                                  | Période      | Identité                                                             | Étiquette       | Qualité |
| ---------------------------------------- | ------------ | -------------------------------------------------------------------- | --------------- | --- |
| 1833                                     | 1848         | Félix Dominique Auguste Barthélemy Laporte (de) Belviala (1797-1858) |                 | Avocat à Langogne, Conseiller à la Cour royale                                                              |
| 1833                                     | 1848         | Antoine Benoit Sapet                                                 |                 | Maire de Langogne (1834-1840)                                                                               |
| 1848                                     | 1866 (décès) | Casimir de Belviala (1798-1866)                                      |                 | Propriétaire à Langogne                                                                                     |
| 1848                                     | 1866 (décès) | Pierre-Adrien Combe                                                  |                 | Notaire, maire de Langogne (1863-1866), ancien conseiller général                                           |
| 1867                                     | 1870         | Anatole de Colombet                                                  |                 | Maire de Langogne, juge de paix                                                                             |
| 1867                                     | 1870         | Jean-Baptiste Florent Coste                                          |                 | Juge de paix à Langogne                                                                                     |
| 1870                                     | 1880         | Augustin Pagès (1812-1881)                                           |                 | Notaire à Langogne                                                                                          |
| 1870                                     | 1889         | Vital Crouzet (1815-1892)                                            |                 | Rentier, maire d'Auroux                                                                                     |
| 1880                                     | 1889         | Bruno Aldebert Blanc                                                 |                 | Notaire, conseiller municipal de Langogne, suppléant du juge de paix                                        |
| 1889                                     | 1895         | Joseph Ferdinand Boyer                                               |                 | Adjoint au maire de Langogne                                                                                |
| 1889                                     | 1895         | M. Bonnet                                                            |                 | Adjoint au maire de Langogne                                                                                |
| 1895                                     | 1901         | Denis Troupel (1841-1921)                                            |                 | Négociant et industriel à Langogne                                                                          |
| 1895                                     | 1901         | Jean-François Deldon                                                 |                 | Négociant en fer à Langogne                                                                                 |
| 1901                                     | 1904         | Paulin-Albert de Verdelhan des Molles                                | Royaliste       | Maire de Langogne                                                                                           |
| 1904                                     | 1919         | M. Bonnet                                                            |                 | Adjoint au maire de Langogne                                                                                |
| 1901                                     | 1919         | Jean-Baptiste Couderc                                                |                 | Négociant à Langogne                                                                                        |
| 1919                                     | 1925         | Alexandre Barthélemy                                                 | Union nationale | Propriétaire à Langogne                                                                                     |
| 1919                                     | 1940         | Philippe Bernard                                                     | Union nationale | Cultivateur à Fontanes                                                                                      |
| 1925                                     | 1940         | Adrien Cébélieu                                                      | Rad.            | Propriétaire à Langogne                                                                                     |
| 1940                                     |              |                                                                      |                 | Les conseils d'arrondissement ont été suspendus par la loi du 12 octobre 1940 et n'ont jamais été réactivés |
| Les données manquantes sont à compléter. |              |                                                                      |                 | |

### Conseillers départementaux à partir de 2015
| Période élective | Période élective | Mandat | Mandat   | Identité          | Nuance | Nuance | Qualité                                                                                           |
| ---------------- | ---------------- | ------ | -------- | ----------------- | ------ | ------ | ------------------------------------------------------------------------------------------------- |
| 2015             | 2021             | 2015   | 2021     | Laurence Béaud    |        | DVG    | Infirmière libérale, Laval-Atger Ancienne conseillère municipale de Langogne                      |
| 2015             | 2021             | 2015   | 2021     | Bernard Palpacuer |        | DVG    | Retraité Adjoint au maire de Langogne 5ème Vice-Président du Conseil départemental                |
| 2021             | 2028             | 2021   | en cours | Jean-Louis Brun   |        | PS     | Maire de Naussac-Fontanes                                                                         |
| 2021             | 2028             | 2021   | en cours | Johanne Trioulier |        | DVG    | Gérante du GAEC La Ferme de Brugeyrolles à Langogne 4ème Vice-Présidente du conseil départemental |

### Résultats détaillés

#### Élections de mars 2015
À l'issue du 1er tour des élections départementales de 2015, deux binômes sont en ballotage : Laurence Béaud et Bernard Palpacuer (DVG, 49,63 %) et Angélique Laroumet et Pierre Murcia (DVD, 24,79 %). Le taux de participation est de 60,91 % (2 323 votants sur 3 814 inscrits) contre 66,11 % au niveau départemental et 50,17 % au niveau national.
Au second tour, Laurence Béaud et Bernard Palpacuer (DVG) sont élus avec 64,34 % des suffrages exprimés et un taux de participation de 59,05 % (1 326 voix pour 2 252 votants et 3 814 inscrits).

#### Élections de juin 2021
Le premier tour des élections départementales de 2021 est marqué par un très faible taux de participation (33,26 % au niveau national). Dans le canton de Langogne, ce taux de participation est de 50 % (1 841 votants sur 3 682 inscrits) contre 48,91 % au niveau départemental. À l'issue de ce premier tour,  le binôme constitué de Jean-Louis Brun et Johanne Trioulier (DVG , 59,68 %), est élu avec 59,68 % des suffrages exprimés.

## Composition

### Composition avant 2015

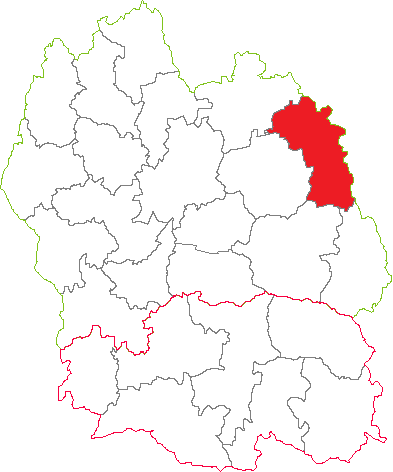
Situation du canton de Langogne dans le département de la Lozère avant 2015.

Le canton de Langogne regroupait 9 communes.
| Nom                     | Code Insee | Codepostal | Superficie (km2) | Population (dernière pop. légale) | Densité (hab./km2) |
| ----------------------- | ---------- | ---------- | ---------------- | --------------------------------- | ------------------ |
| Langogne (chef-lieu)    | 48080      | 48300      | 31,41            | 2 950 (2012)                      | 94                 |
| Auroux                  | 48010      | 48600      | 35,09            | 423 (2012)                        | 12                 |
| Chastanier              | 48041      | 48300      | 10,41            | 94 (2012)                         | 9                  |
| Cheylard-l'Évêque       | 48048      | 48300      | 29,64            | 62 (2012)                         | 2,1                |
| Fontanes                | 48062      | 48300      | 11,28            | 130 (2012)                        | 12                 |
| Luc                     | 48086      | 48250      | 46,10            | 230 (2012)                        | 5                  |
| Naussac                 | 48P04      | 48300      | 13,52            | 208 (2012)                        | 15                 |
| Rocles                  | 48129      | 48300      | 19,84            | 230 (2012)                        | 12                 |
| Saint-Flour-de-Mercoire | 48150      | 48300      | 12,17            | 189 (2012)                        | 16                 |

### Composition depuis 2015
À la suite du redécoupage cantonal de 2014, les limites territoriales du canton sont remaniées. Le nombre de communes du canton passe de 9 à 11.
À la suite de la fusion, au 1er janvier 2016, des communes de Fontanes et Naussac pour former la commune nouvelle de Naussac-Fontanes et, au 1er janvier 2017, des communes de Laval-Atger et Saint-Bonnet-de-Montauroux pour former la commune nouvelle de Saint Bonnet-Laval, le canton comprend désormais neuf communes. Cette nouvelle composition est entérinée par un décret du 5 mars 2020.
| Nom                              | Code Insee | Intercommunalité  | Superficie (km2) | Population (dernière pop. légale) | Densité (hab./km2) | Modifier                                    |
| -------------------------------- | ---------- | ----------------- | ---------------- | --------------------------------- | ------------------ | ------------------------------------------- |
| Langogne (bureau centralisateur) | 48080      | CC du Haut Allier | 31,41            | 2 860 (2022)                      | 91                 | modifier les données · modifier les données |
| Auroux                           | 48010      | CC du Haut Allier | 35,09            | 365 (2022)                        | 10                 | modifier les données · modifier les données |
| Chastanier                       | 48041      | CC du Haut Allier | 10,41            | 78 (2022)                         | 7,5                | modifier les données · modifier les données |
| Cheylard-l'Évêque                | 48048      | CC du Haut Allier | 29,64            | 64 (2022)                         | 2,2                | modifier les données · modifier les données |
| Luc                              | 48086      | CC du Haut Allier | 46,10            | 207 (2022)                        | 4,5                | modifier les données · modifier les données |
| Naussac-Fontanes                 | 48105      | CC du Haut Allier | 24,76            | 368 (2022)                        | 15                 | modifier les données · modifier les données |
| Rocles                           | 48129      | CC du Haut Allier | 19,84            | 242 (2022)                        | 12                 | modifier les données · modifier les données |
| Saint Bonnet-Laval               | 48139      | CC du Haut Allier | 32,00            | 258 (2022)                        | 8,1                | modifier les données · modifier les données |
| Saint-Flour-de-Mercoire          | 48150      | CC du Haut Allier | 12,17            | 185 (2022)                        | 15                 | modifier les données · modifier les données |
| Canton de Langogne               | 4807       |                   | 241,42           | 4 627 (2022)                      | 19                 | modifier les données                        |

## Démographie

### Démographie avant 2015
| 1962  | 1968  | 1975  | 1982  | 1990  | 1999  | 2006  | 2011  | 2012  |
| ----- | ----- | ----- | ----- | ----- | ----- | ----- | ----- | ----- |
| 6 445 | 5 980 | 5 366 | 4 949 | 4 680 | 4 444 | 4 572 | 4 511 | 4 516 |

### Démographie depuis 2015
En 2022, le canton comptait 4 627 habitants, en évolution de −0,96 % par rapport à 2016 (Lozère : +0,11 %, France hors Mayotte : +2,11 %).
| 2013  | 2018  | 2022  |
| ----- | ----- | ----- |
| 4 775 | 4 652 | 4 627 |